# Stanisław Smirnow
Stanisław Konstantinowicz Smirnow (ur. 3 września 1970 w Leningradzie) – rosyjski matematyk, laureat Medalu Fieldsa w 2010 roku.

## Życiorys
Stanisław Smirnow uczęszczał do liceum matematyczno-fizycznego nr 239 w Lenigradzie. W 1987 wstąpił na Leningradzki Uniwersytet Państwowy im. Andrieja Żdanowa, gdzie pod kierunkiem Wiktora Chawina opublikował kilka prac z teorii miary i całki. Studia ukończył w 1992. Cztery lata później, w 1996, Smirnow pod kierunkiem Wiktora Chawina i Nikołaja G. Makarowa uzyskał doktorat w Kalifornijskim Instytucie Technicznym. Tytuł jego pracy doktorskiej brzmi: Spectral Analysis of Julia Sets. Stanisław Smirnow otrzymał stanowiska kolejno na Uniwersytecie Yale, w Instytucie Matematyki im. Maxa Plancka w Bonn oraz Instytucie Studiów Zaawansowanych w Princeton. W 1998 przeniósł się do Sztokholmu, do Królewskiego Instytutu Technicznego. W 2003 otrzymał profesurę na Uniwersytecie Genewskim, na wydziale matematyki, w grupie analizy, fizyki matematycznej i teorii prawdopodobieństwa. Pracuje tu do dziś.

## Osiągnięcia naukowe[6]
Stanisław Smirnow otrzymał Medal Fieldsa za osiągnięcia w dziedzinie mechaniki statystycznej, a w szczególności w teorii perkolacji. Zajmuje się zastosowaniem dyskretnej analizy zespolonej do teorii prawdopodobieństwa i mechaniki statystycznej. Jednym z jego osiągnięć jest udowodnienie formuły Cardy'ego dla progowej perkolacji węzłowej na sieci trójkątnej. Prace jego dotyczą niezmienniczości konforemnej, w powiązaniu z ewolucją Schramma-Loewnera.

## Nagrody naukowe
W 1997 otrzymał nagrodę Petersburskiego Towarzystwa Matematycznego. W 2001 otrzymał trzy ważne nagrody: Nagrodę Claya (Clay Research Award), Nagrodę Salema (Salem Prize) (razem z O. Schrammem) oraz Nagrodę Görana Gustafssona (Göran Gustafsson Prize). Rok później został laureatem Nagrody Rolla Davidsona (Rollo Davidson Prize). W 2004 otrzymał Nagrodę EMS. 
W roku 2006 wygłosił wykład sekcyjny na Międzynarodowym Kongresie Matematyków w Madrycie. W 2010 na Międzynarodowym Kongresie Matematyków w Hajdarabadzie  otrzymał Medal Fieldsa (wygłosił też z tej okazji wykład plenarny). W 2019 wygłosił wykład plenarny na konferencji Dynamics, Equations and Applications (DEA 2019).